# Trial (mc)

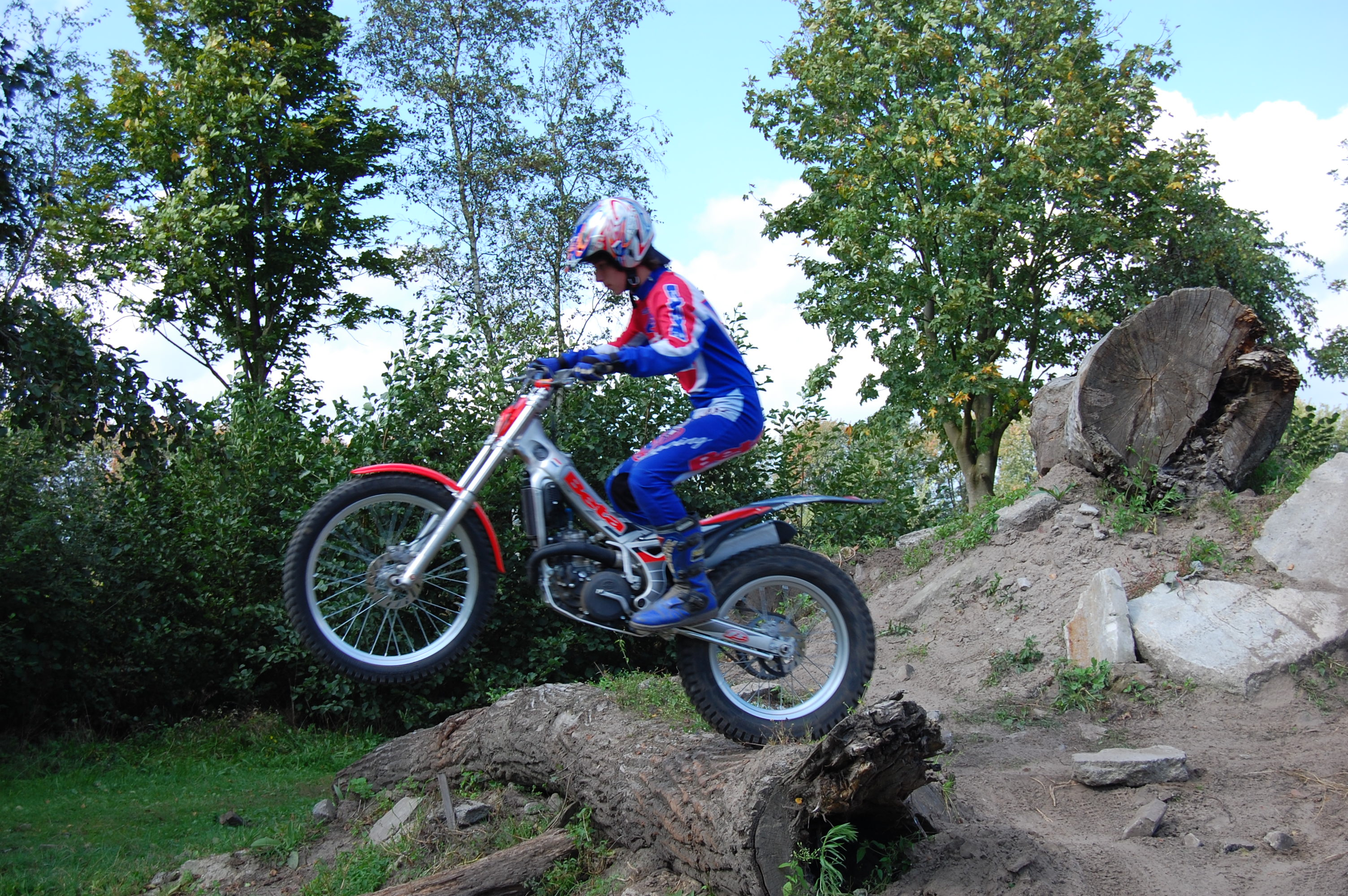
Trial. Notera den minimala sadeln

Trial är en motorcykelsport som går ut på att man ska ta sig runt en bana med olika hinder. Sporten är bland annat populär i Spanien och även i Storbritannien hålls många tävlingar i trial. Sporten är inte så vanlig i Sverige.
De nationella förbunden för trial med mc är Svenska Motorcykel- och Snöskoterförbundet (Svemo) och MHF-Ungdom. 
MHF-Ungdom bedriver trial inom MC, Cykel och ATV med fokus på barn och ungdomar.

## Regler[1]
Man ska inom en bestämd tid ta sig runt olika banavsnitt med hinder och trånga svängar utan att fota eller ramla.
Prickar som ger minuspoäng utdelas enligt följande:
- Tidsprickar: 
  - För missad starttid 1 prick/min.
  - För sen ankomst i mål 1 prick/min.
- Fotning
  - en gång 1 prick
  - Två fotningar 2 prickar
  - Fotning fler än 2 gånger 3 prickar
- Okontrollerat stopp (till exempel fall) 5 prickar
- Osportsligt uppträdande 5 prickar
- Missad sektion 20 prickar

Endast det grövsta felet prickbelastas i varje delsektion. 
Förare med minst antal prickar vinner.

## Tävlingsklasser
Det finns ingen åldersgräns för att börja tävla. Knattetrialen är indelad i fyra klasser, A, B, C och N.
Man börjar i N-klassen (nybörjare) och får beroende på placering och antalet startande i klassen en viss uppflyttningspoäng. När en viss summa är uppnådd flyttas man till en högre klass.
Det år man fyller 13 år får föraren börja åka 125 cc. När föraren innehar MC A-licens eller det år föraren fyller 15 år kan han börja åka MC över 125 cc. Byte av fordonstyp från 50 cc till MC medför nedflyttning en klass. Detta innebär kanske att man får börja om från den lägsta klassen som för MC är C för att därifrån klassa upp sig till B, A och till Elit som är de femton bästa förarna från föregående års SM-serie. 
Ytterligare en klass finns, nämligen motionsklassen som vem som helst får åka. Deltagarna kan vara gamla tävlingsförare men även äldre som aldrig kört tidigare och vill prova en motorsport där det inte går så fort.

## Nytta i trafiken
Trial är en mycket balanskrävande sport. Det man lär sig när man kör trial har man nytta av i all fortsatt MC-körning då man i trial lär sig att behärska en MC under alla möjliga förhållanden och på alla möjliga underlag. Trial kräver mindre budget jämfört med andra MC-sporter.

## Världsmästare
Världsmästare har korats sedan 1975; dessförinnan var mästerskapen en europeisk affär.
- 2023  Toni Bou, Montesa
- 2022  Toni Bou, Montesa
- 2021  Toni Bou, Montesa
- 2020  Toni Bou, Montesa
- 2019  Toni Bou, Montesa
- 2018  Toni Bou, Montesa
- 2017  Toni Bou, Montesa
- 2016  Toni Bou, Montesa
- 2015  Toni Bou, Montesa
- 2014  Toni Bou, Montesa
- 2013  Toni Bou, Montesa
- 2012  Toni Bou, Montesa
- 2011  Toni Bou, Montesa
- 2010  Toni Bou, Montesa
- 2009  Toni Bou, Montesa
- 2008  Toni Bou, Montesa
- 2007  Toni Bou, Montesa
- 2006  Adam Raga, GasGas
- 2005  Adam Raga, GasGas
- 2004  Takahisa Fujinami, Honda
- 2003  Dougie Lampkin, Montesa
- 2002  Dougie Lampkin, Montesa
- 2001  Dougie Lampkin, Montesa
- 2000  Dougie Lampkin, Montesa
- 1999  Dougie Lampkin, Beta
- 1998  Dougie Lampkin, Beta
- 1997  Dougie Lampkin, Beta
- 1996  Marc Colmer, Montesa
- 1995  Jordi Tarres, GasGas
- 1994  Jordi Tarres, GasGas
- 1993  Jordi Tarres, GasGas
- 1992  Tommi Ahvala, Aprilia
- 1991  Jordi Tarres, Beta
- 1990  Jordi Tarres, Beta
- 1989  Jordi Tarres, Beta
- 1988  Thierry Michaud, Fantic
- 1987  Jordi Tarres, Beta
- 1986  Thierry Michaud, Fantic
- 1985  Thierry Michaud, Fantic
- 1984  Eddy Lejeune, Honda
- 1983  Eddy Lejeune, Honda
- 1982  Eddy Lejeune, Honda
- 1981  Gilles Burgat, SWM
- 1980  Ulf Karlsson, Montesa
- 1979  Bernie Schreiber, Bultaco
- 1978  Yrjö Vesterinen, Bultaco
- 1977  Yrjö Vesterinen, Bultaco
- 1976  Yrjö Vesterinen, Bultaco
- 1975  Martin Lampkin, Bultaco
- 1974  Malcolm Rathmell, Bultaco
- 1973  Martin Lampkin, Bultaco
- 1972  Mick Andrews, Ossa
- 1971  Mick Andrews, Ossa
- 1970  Sammy Miller, Bultaco
- 1969  Don Smith, Montesa
- 1968  Sammy Miller, Bultaco
- 1967  Don Smith, Greeves
- 1966  Gustav Franke, Zündapp
- 1965  Gustav Franke, Zündapp
- 1964  Don Smith, Greeves

## Svenska mästare
- 2020 Eddie Karlsson, Kungsbacka TK
- 2019 Eddie Karlsson, Kungsbacka TK
- 2018 Eddie Karlsson, Kungsbacka TK
- 2017 Eddie Karlsson, Kungsbacka TK
- 2016 (DSM) Linnéa Björkdahl, Ale TK
- 2016 Eddie Karlsson, Kungsbacka TK
- 2015 (DSM) Linnéa Björkdahl, Ale TK
- 2015 Eddie Karlsson, Kungsbacka TK
- 2014 Eddie Karlsson, Kungsbacka TK
- 2013 Eddie Karlsson, Kungsbacka TK
- 2012 Eddie Karlsson, Kungsbacka TK
- 2011 Eddie Karlsson, Kungsbacka TK
- 2010 Emil Gyllenhammar, Partille TK
- 2009 Emil Gyllenhammar, Partille TK
- 2008 Fredrik Johansson, Tiger MK
- 2007 Adam Thiger, Partille TK
- 2006 Anders Nilsson, Tiger MK
- 2005 Adam Thiger, Partille TK
- 2004 Fredrik Johansson, Tiger MK
- 2003 Jonas Riedel, Kinna MK
- 2002 Jonas Riedel, Kinna MK
- 2001 Anders Nilsson, Tiger MK
- 2000 Jonas Riedel, Kinna MK
- 1999 Anders Nilsson, Tiger MK
- 1998 Anders Nilsson, Tiger MK
- 1997 Stefan Riedel, Kinna MK
- 1996 Johan Fredriksson, Björkviks MC
- 1995 Ulf-Peter Lundqvist, MK Pionjär
- 1994 Ulf-Peter Lundqvist, MK Pionjär
- 1993 Ulf-Peter Lundqvist, MK Pionjär
- 1992 Ulf-Peter Lundqvist, MK Pionjär
- 1991 Ulf-Peter Lundqvist, MK Pionjär
- 1990 Martin Karlsson, Älvbygdens MK
- 1989 Marko Nordbäck, Björkviks MC
- 1988 Marko Nordbäck, Björkviks MC
- 1987 Ulf-Peter Lundqvist, MK Pionjär
- 1986 Urban Lindholm, Tiger MK
- 1985 Jonny Andersson, MK Pionjär
- 1984 Martin Karlsson, Älvbygdens MK
- 1983 Ulf Karlsson, Älvbygdens MK
- 1982 Ulf Karlsson, Älvbygdens MK
- 1981 Ulf Karlsson, Älvbygdens MK
- 1980 Ulf Karlsson, Älvbygdens MK

## Svenska X-trial-mästare
- 2017 Eddie Karlsson, Kungsbacka TK
- 2016 Eddie Karlsson, Kungsbacka TK
- 2015 Ib Andersen, Eiker Trialklubb
- 2014 Eddie Karlsson, Kungsbacka TK
- 2013 Eddie Karlsson, Kungsbacka TK
- 2012 Ib Andersen, Eiker Trialklubb
- 2011 Eddie Karlsson, Kungsbacka TK